# Takumi Nemoto
Pour les articles homonymes, voir Nemoto.
Takumi Nemoto (根本 匠, Nemoto Takumi), né le 7 mars 1951 à Kōriyama (préfecture de Fukushima), est un homme politique japonais.

## Carrière politique
En 1993, Takumi Nemoto entre à la Chambre des représentants. Il y rencontre le futur Premier ministre Shinzō Abe ainsi que Nobuteru Ishihara et Yasuhisa Shiozaki, qui accédaient aussi pour la première fois au poste de représentant. Ils formèrent ensuite le « Conseil des NAIS » (NAISの会, Naisu no kai).
Membre du Parti libéral-démocrate, il est nommé par Shinzō Abe le 26 décembre 2012 au poste de ministre de la Reconstruction, également chargé de la planification des réponses à l'accident nucléaire de Fukushima.
En juin 2019, interrogé à propos d'une pétition demandant qu'il soit illégal d'imposer aux femmes le port de chaussures à talons sur leur lieu de travail, Takumi Nemoto, en tant que ministre de la Santé, du Travail et des Affaires sociales, a déclaré : « Il est généralement accepté dans la société que porter des chaussures à talons hauts est nécessaire et raisonnable sur son lieu de travail ».